# 爆走兄弟レッツ&ゴー!!WGP 暴走ミニ四駆大追跡!
『爆走兄弟レッツ&ゴー!!WGP 暴走ミニ四駆大追跡!』（ばくそうきょうだいレッツエンドゴー WGP ぼうそうミニよんくだいついせき）は、1997年7月5日に公開された日本のアニメ映画。テレビアニメ『爆走兄弟レッツ&ゴー!!WGP』の劇場版。監督はアニメ第1期の監督であったアミノテツローが務めた。同時上映作品として実写映画の『ミニ四ファイター超速プロジェクト スイッチ・オン』があり、これについても後述する。

## ストーリー
WGP中盤。非公式戦（インターミッション）として「ロイヤルフェスティバルカップ」が高速道路を利用して大規模に開催される中、突然謎のマシン・ガンブラスターXTOとその持ち主リオンが現れた。しかしRFカップ参戦車両は全車ともガンブラスターに追いつかれた途端謎のバグが発生してしまい、結果バックブレーダー、ビークスパイダー・ゼブラとクーロンはクラッシュで粉々に砕け散ってしまう。それどころかジャミンRGに至っては、近隣のビルに窓ガラスを突き破って突入してしまった。結局なぜかガンブラスターの影響を受けなかったTRFビクトリーズがレースの勝者となるが、WGPに正式参加していないガンブラスターが先にゴールしたため、豪は納得がいかないとガンブラスターを追いかけてしまい、烈たちビクトリーズのメンバーも渋々とそれを追いかけることに。
実はリオンはGPチップの開発に関わった科学者クスコ博士の息子で、GPチップの完成に遅れた結果、WGPに参加が間に合わなかったレーサーでもあった。ガンブラスターは、WGPの中盤になってようやく完成した新GPチップ「タイプγ」が原因で、怪電波を発しながら暴走する「走る電波兵器」と化してしまったことが判明する。ガンブラスターがこのまま暴走を続けたら前述のバグのように都市の全機能を滅茶苦茶にしてしまうと判断した開発者のクスコ博士は、ガンブラスターを破壊することを決定（スコシオ事務補佐官に至っては、SPF〈後述〉の戦闘機を撃墜させたことから兵器転用を懸念していた）。特殊部隊「SPF（スクランブル・ペンタゴン・フォース）」が出撃し、戦闘用の戦車型マシン「ミニ八駆」で、ガンブラスターへの攻撃を開始する。
またその一方で、仮にSPFに攻撃されなくともガンブラスター自身が走行時に受ける負荷で自己崩壊する危険も孕んでいた。
ビクトリーズとリオンは、ガンブラスターが破壊される前に、そして自己崩壊してしまう前に暴走を止めるべく必死でガンブラスターを追いかける。

## 登場人物

### テレビ本編に登場するキャラクター
- TRFビクトリーズ
  - 星馬烈（声：渕崎ゆり子）
  - 星馬豪（声：池澤春菜）
  - 鷹羽リョウ（声：高乃麗）
  - 三国藤吉（声：神代知衣）
  - J（声：渡辺久美子）
- ビクトリーズ関係者
  - 鷹羽次郎丸（声：大谷育江）
  - 土屋博士（声：江原正士）
  - 岡田鉄心（声：椎橋重）
  - ミニ四ファイター（声：森久保祥太郎）
  - 佐上ジュン（声：西村ちなみ）
  - 佐上タモツ（声：宇垣秀成）
  - 水沢彦佐（声：永野広一）
  - 三国チイコ
  - 原・J・マキ
  - こひろまこと
- NAアストロレンジャーズ
  - ブレット・アスティア（声：伊藤健太郎）
  - エッジ・ブレイズ
  - ジョセフィーヌ・グッドウィン
  - マイケル・ミラー
  - ハマー・デーヴィッド・グラント
- サバンナソルジャーズ
  - ジュリアナ・ヴィクトール
  - サリマ
  - ヴィッキー
  - ミシェル
  - クレモンティーヌ
- 小四駆走行団光蠍
  - シェン・ホワァン（声：陶山章央）
  - トン・ウェン・リー
  - ナン・シメイ
  - サイ・ブンキ
  - サイ・ブンエン
- クールカリビアンズ
  - ピコ・パルティア
  - リタ・シドニア
  - タム・ビセンテ
  - パトリシア・メイヨ
  - モンティー・バリオス
- アイゼンヴォルフ
  - ミハエル・フリードリヒ・フォン・ヴァイツゼッカー
  - シュミット・ファンデルハウゼン・フォン・シューマッハ
  - エーリッヒ・クレーメンス・ルーデンドルフ
  - アドルフ・ホルト
  - カール・ヘスラー

### ゲストキャラクター
リオン・クスコ
声 - 今井由香
ガンブラスターXTOを作ったクスコ博士の息子で、ガンブラスターの持ち主。暴走してしまったガンブラスターを助けようとマシンを追跡していたところ、WGPのレースに乱入してしまう。
ザビー・クスコ
声 - 郷里大輔
リオンの父親で、ガンブラスターXTOの開発者。土屋博士と鉄心とは顔見知りで、「XTO」とはこの3人の名前が由来とされている。
スコシオ
声 - 鈴木琢磨
事務補佐官。ガンブラスターXTOに危険さを感じていた。
以下、SPF関係者
ジャコブ
声 - 玄田哲章
暴走したガンブラスターXTO破壊のために出動した軍人たちのリーダーで、ヘリ部隊を指揮。
デドゥルート
声 - 関俊彦
ジャコブの部下。大人げない性格ながらもビクトリーズに感化される。
ゼフィ
声 - 矢島晶子
ジャコブの部下。劇中で描かれた軍人たちの中では唯一の女性。

## 用語解説
GPチップ
「グランプリマシン」と呼ばれる種類のミニ四駆に搭載されている、学習機能を持ったチップ。普通のミニ四駆とグランプリマシンの最大の違いはこのGPチップを搭載しているかどうかで、これを搭載した状態でマシンが走行することで、GPチップがマシンの特性を記憶していき、マシン自身が自ら意思を持っているかのようにコースを走行することができ、マシンポテンシャルを最大限に引き出せるようになる。発案者はクスコ博士。
GPチップβ（ベータ）
TRFビクトリーズを始めとするグランプリマシンに搭載されている通常のGPチップ。土屋博士、岡田鉄心、クスコ博士の3人で共同開発したもの。
GPチップγ（ガンマ）
GPチップβでは満足できなかったクスコ博士が開発した新型GPチップ。しかし、失敗作だったため、周囲の機械を壊してしまうほど強力な怪電波を発する上、これを搭載したとたんにガンブラスターは暴走を始めてしまう。

## スタッフ
- 製作 - 河井常吉、田宮俊作、小濱廉太郎、宮川鑛一、富山幹太郎、野田友彌、河村秀文
- 原作 - こしたてつひろ
- 脚本・監督 - アミノテツロー
- 演出 - 中津環、織田美浩、村山靖
- キャラクターデザイン、総作画監督 - 高見明男
- メカデザイン - 企画デザイン工房 戦船
- 小道具設定 - 兵渡勝
- 作画監督 - 石原満、山本郷
- メカ作画監督 - 坂崎忠、阪口英昭
- 美術監督 - 朝倉千登勢
- 音響監督 - 田中英行
- 撮影監督 - 鳥越一志、杉山幸夫
- 編集 - 正木直幸
- 色彩設計 - 関本美津子
- 音楽 - つのごうじ
- 制作プロデューサー - 下地志直、丸川直子
- アニメーション制作 - XEBEC
- プロデューサー - 佐上靖之、中沢利洋
- エクゼクティブ・プロデューサー - 久保雅一、田宮督夫、高椋博久
- 制作 - L&Gプロジェクト97（小学館、田宮模型、三井物産、テレビ東京、トミー、読売広告社、小学館プロダクション）
- 配給 - 松竹、松竹富士[1]

## 主題歌
- 「GET THE WORLD-versionXTO-」（影山ヒロノブ）
- 「俺たち」のテーマ（影山ヒロノブ with コロコロキッズ）

## DVD
ソニー・ピクチャーズエンタテインメントから、2008年9月24日に発売。完全予約限定生産。
DVDにはオーディオコメンタリーが収録されている（出演者は星馬豪役の池澤春菜、星馬烈役の渕崎ゆり子、ミニ四ファイター役の森久保祥太郎）。
特典として、サントラCD、劇場上映生フィルムコマ、特製ブックレットがついた。サントラCDには映画のBGMとテーマソング（『「俺たち」のテーマ』）、声優座談会が収録されている（出演者はオーディオコメンタリーと同じ）。

## 補足
- 小学生の前売鑑賞券には特典としてガンブラスターXTOのボディが付属されていた。なお、当時のアニメ映画前売券の最多販売枚数は新世紀エヴァンゲリオンシリーズであったが、当作品はその記録を塗り替えている。
- 映画公開の宣伝を兼ねて1997年7月6日にテレビ東京系列で30分枠の特別番組が放送された（一部系列局では放送日時・時刻変更もしくは未放送）。DVD化はされていない（未収録）。
- 映画公開時には都内数か所の劇場で舞台挨拶が実施された。そのうち公開2日目に丸の内松竹(後の丸の内プラゼール→丸の内ピカデリー3、現在の丸の内ピカデリー Dolby CINEMA)で行なわれた舞台挨拶ではミニ四ファイターの進行により監督のアミノテツロー、声優の渕崎ゆり子、池澤春菜、今井由香が登壇している。
- 劇場ではガンブラスターXTOのキットが先行販売され『レッツ&ゴー!!』仕様のプリクラが設置された。

## 『ミニ四ファイター超速プロジェクト スイッチ・オン』

### あらすじ
ある日、通称「J-CUP CARGO」（日野「ライジング・レンジャー」 ダブルキャブパネルバン）に乗って次のレースへと向かうミニ四ファイターとメカニックマン。その道すがら川に向かってミニ四駆をジャンプさせて遊んでいる一団に出会う。その状況を二人が飲み込めず一団は呆れて去ってしまったが、ファイターがその中で一人だけ残った少女のバックブレーダーをリメイクすることを提案。その作業中にメカニックマンがJ-CUP97のコース「グレートアトミックサーキット」を展開し、ファイターがスタートさせるサイクロンマグナムTRF、ガンブラスターXTOとレースを行った。すると先述の一団が戻ってきて、皆でレースすることに。

### 主題歌
- 挿入歌：「J-CUP is No.1!!」
- エンディング「ココロのなかのチャンプ」 ※オープニングは同曲のオフボーカル版
  - ともに歌：ミニ四ファイター&メカニックマン、作詞 / 作曲：つのごうじ

### スタッフ他
協力：鈴鹿サーキット、なか卯、イトーヨーカドー、セガ・エンタープライゼス（現：セガ）、天田印刷加工（現：エンスカイPLUS）ほか
劇中終盤でサーキット（コース）を広げた場所は横浜市旭区の横浜若葉台団地でロケが行われた。